# Sosnowo (osada leśna w województwie kujawsko-pomorskim)
Sosnowo – osada leśna (leśniczówka) w Polsce położona w województwie kujawsko-pomorskim, w powiecie rypińskim, w gminie Rogowo.
W latach 1975–1998 miejscowość położona była w województwie włocławskim.